# VK Altaj
VK Altaj är en volleybollklubb från Öskemen, Kazakstan. Laget grundades 2015 genom en sammanslagning av VK Ust-Kamenogorsk (grundad 2005) och VK Semej Klubben damlag har blivit kazakhstanska mästare 4 gånger (2016-2019).